# Dzięcioł (film)

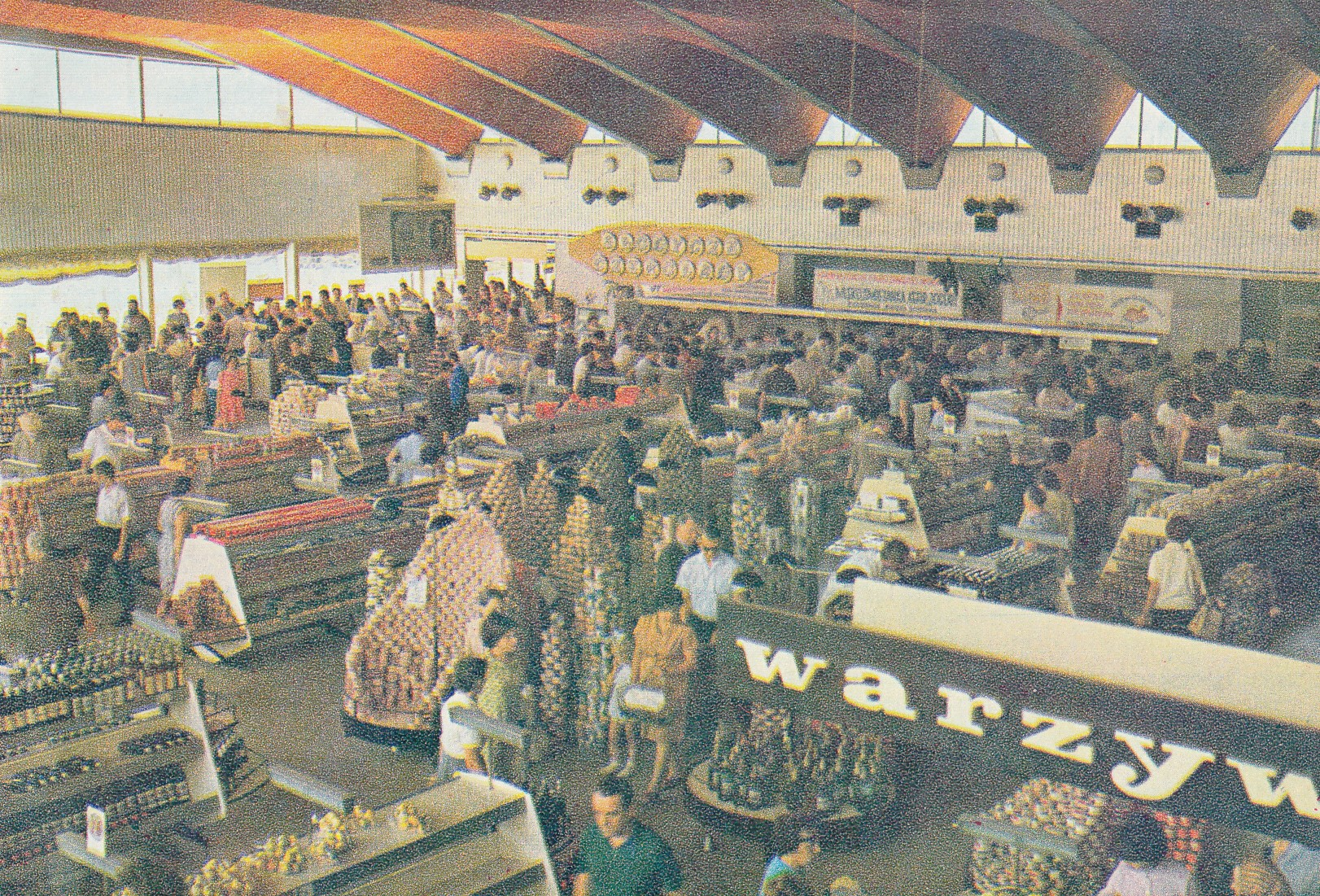
Supersam w Warszawie, miejsce pracy kilkorga bohaterów filmu

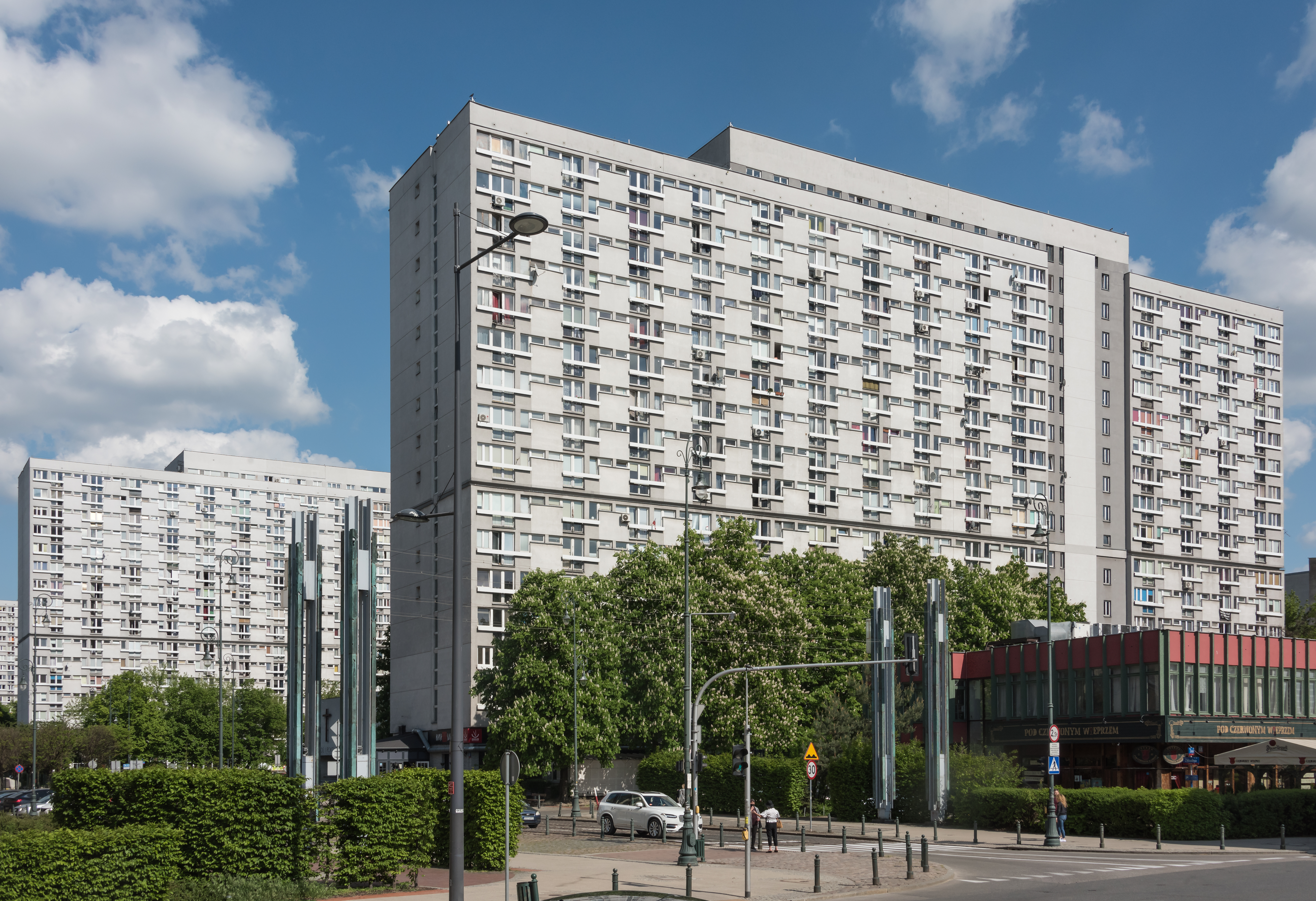
Osiedle Za Żelazną Bramą, miejsce zamieszkania rodziny Waldków

Dzięcioł – polski film komediowy z 1970 roku w reżyserii Jerzego Gruzy.
Zdjęcia do filmu zrealizowano w Warszawie (osiedle Za Żelazną Bramą, Supersam przy ul. Puławskiej, stacja kolejowa Warszawa Śródmieście, Ściana Wschodnia).
Film był wyświetlany wraz z reportażem Kredowe ślady WFD z 1970 roku.

## Fabuła
Stefan Waldek (Wiesław Gołas) jest 40-letnim socjologiem, pracuje w warszawskim Supersamie. Jest całkowicie zdominowany przez swoją żonę Miśkę (Alina Janowska), sportsmenkę, która trenuje strzelectwo i często wyjeżdża na zawody sportowe. Pasją Stefana jest zbieranie płyt z głosami ptaków. Godzinami oddaje się swojemu hobby – słucha płyt z nagranymi głosami ptaków. Koledzy z pracy uważają go za dziwaka, który nigdy nie zdradził żony. Taka opinia współpracowników wzbudza niepokój Stefana. Koledzy z pracy dokuczają mu, że nie flirtuje z innymi kobietami. Stefan jest pantoflarzem, ale gdy żona wyjeżdża na zawody, postanawia spędzić czas w kobiecym towarzystwie. Pod nieobecność żony szuka przygodnego romansu. Gdy Miśka po raz kolejny zostawia go w domu tylko z dziesięcioletnim synem Pawłem (Roman Mosior), Waldek postanawia wykorzystać jej nieobecność, spędzając czas w towarzystwie innych kobiet. Na kilka dni zostaje słomianym wdowcem i − zazdroszcząc kolegom ich podbojów erotycznych − postanawia spróbować romansu z jakąś atrakcyjną kobietą. Najpierw umawia się z koleżankami z pracy − Ireną (Joanna Jędryka) i Małgosią (Jadwiga Duszak), potem podrywa ekscentryczną mecenasową Barbarę Tylską (Violetta Villas), stałą klientkę sklepu. Panie są wprawdzie wyzwolone i chętne, ale to − jak się niebawem okazuje − nie wystarczy.

## Obsada
- Wiesław Gołas − Stefan Waldek
- Alina Janowska − Misia Waldek
- Roman Mosior − Pawełek Waldek
- Edward Dziewoński − Ratajczak
- Joanna Jędryka − Irena
- Zdzisław Maklakiewicz − Zdzisław „Zdzicho”
- Jadwiga Duszak − Małgosia
- Stanisława Celińska − Małgosia (głos)
- Violetta Villas − mecenasowa Barbara Tylska
- Zdzisław Mrożewski − mecenas Tylski
- Władysław Hańcza − major Maksymilian Przebóg-Łaski
- Barbara Ludwiżanka − majorowa Przebóg-Łaska
- Mitchell Kowal – Edek Zdziebko
- Franciszek Pieczka – Edek Zdziebko (głos)
- Ryszard Pietruski − dyrektor, szef Stefana
- Krystyna Feldman − sekretarka dyrektora panna Klara
- Tadeusz Pluciński − trener Misi Waldek
- Barbara Burska − dziewczyna z Opola z walizką
- Adam Pawlikowski − złodziej w supersamie i na prywatce
- Gustaw Holoubek − złodziej w supersamie i na prywatce (głos)
- Kalina Jędrusik − kobieta na prywatce
- Irena Kwiatkowska − sanitariuszka
- Ewa Krzyżewska − mieszkanka Warszawy
- Wiesław Michnikowski − mieszkaniec Warszawy
- Piotr Fronczewski − nauczyciel w technikum
- Jerzy Gruza − reżyser programu „W co się bawić” Stacho
- Kazimierz Rudzki − lekarz w supersamie
- Bohdan Łazuka − zawiadowca
- Marian Kociniak − reporter z programu „W co się bawić”
- Jerzy Moes − lotnik
- Wanda Stanisławska-Lothe − sąsiadka Stefana